# Partido di Lobería
Il partido di Lobería è un dipartimento (partido) dell'Argentina facente parte della provincia di Buenos Aires. Il capoluogo è Lobería.